# Gare de Journet
La gare de Journet est une ancienne gare ferroviaire française de la ligne de Montmorillon à Saint-Aigny - Le Blanc, située sur le territoire de la commune de Journet, dans le département de la Vienne en région Nouvelle-Aquitaine.
Elle est mise en service en 1885 par la Compagnie du chemin de fer de Paris à Orléans (PO) et fermée au service des voyageurs en 1933.
L'ancien bâtiment voyageurs, réaffecté en habitation privée est toujours présent sur le site de la gare.

## Situation ferroviaire
Établie à 120 mètres d'altitude, la gare de Journet est située au point kilométrique (PK) 11,0 de la ligne de Montmorillon à Saint-Aigny - Le Blanc, entre les gares de Montmorillon et La Trimouille.
La ligne et les gares sont fermées et désaffectées du service ferroviaire.

## Histoire

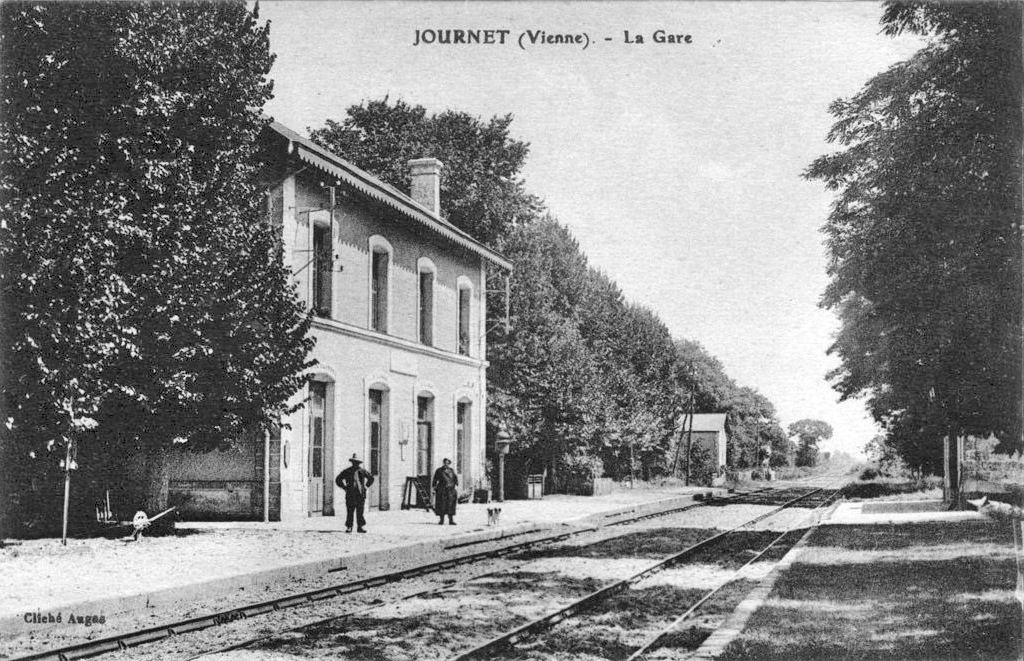
La gare vers 1910.

La station de Journet est mise en service le 15 juin 1885 par la Compagnie du chemin de fer de Paris à Orléans (PO), lorsqu'elle ouvre à l'exploitation la première section de Montmorillon à La Trimouille, de sa ligne de Civray au Blanc. Elle est la seule station intermédiaire de cette section, sa construction a été mise en adjudication au rabais le 14 décembre 1882, l'estimation de l'administration était de 86 000 francs.
Elle dispose d'un bâtiment voyageurs d'un modèle type de la Compagnie avec quatre ouvertures et un étage sous un toit à deux pans. C'est une gare qui permet le croisement des trains avec deux voies, la voie unique de la ligne et une voie d'évitement, toutes deux sont encadrées par un quai.
La gare est fermée, comme la ligne, au service des voyageurs le 1er mars 1933.

## Patrimoine ferroviaire
L'ancien bâtiment voyageurs du PO, désaffecté du service ferroviaire est devenu un domicile privé.